# Mimolette
Mimolette is een Franse ongepasteuriseerde kaas bereid uit koemelk. De kaas wordt niet geplastificeerd om kaasmijt op de korst de gelegenheid te geven een bepaald karakter aan de kaas te geven.
Deze Franse soort is van oorsprong een imitatie van de Nederlandse Edammer kaas, ontstaan in de 17e eeuw, toen buitenlandse waren verboden werden door het mercantilisme van Jean-Baptiste Colbert. De sterke kleur is in die tijd aangebracht met anatto, om het onderscheid aan te geven met de licht geel gekleurde Nederlandse edammer.  